# هشيش أرمني
هشيش أرمني (الاسم العلمي: Psathyrella armeniaca) هو نوع من الفطريات يتبع جنس الهشيش من الفصيلة الهشيشية.